# Vallsta
Vallsta – miejscowość (tätort) w Szwecji, w regionie administracyjnym (län) Gävleborg, w gminie Bollnäs.
Według danych Szwedzkiego Urzędu Statystycznego liczba ludności wyniosła: 288 (31 grudnia 2015), 258 (31 grudnia 2018) i 256 (31 grudnia 2019).